# Tomažini
Tomažini este o localitate din comuna Velike Lašče, Slovenia, cu o populație de 28 de locuitori.